# Большая Дубовица
Большая Дубовица — река в России, левый приток Дубовицы (бассейн Волги). Протекает в Зуевском районе Кировской области. Устье реки находится в 11 км по левому берегу Дубовицы. Длина реки составляет 10 км.
Исток реки в 13 км к северо-востоку от центра посёлка Чепецкий. Река от истока течёт на северо-запад, затем поворачивает на юго-запад. Всё течение проходит по ненаселённому лесному массиву. Именованных притоков не имеет. Впадает в Дубовицу в 5 км к северо-востоку от центра посёлка Чепецкий.

## Данные водного реестра
По данным государственного водного реестра России относится к Камскому бассейновому округу, водохозяйственный участок реки — Чепца от истока до устья, речной подбассейн реки Вятка. Речной бассейн реки — Кама.